# Азербејџан на Летњим олимпијским играма 2016.
Азербејџан је учествовао на Летњим олимпијским играма 2016. које су одржане у Рио де Жанеиру у Бразилу од 5. до 21. августа 2016. године. Олимпијски комитет Азербејџана послао је 56 квалификованих спортиста у четрнаест спортова. Занимљиво је да су више од шездесет процената тима чинили натурализовани спортисти. Освојено је осамнаест медаља, једина златна у тековондоу, а чак половина медаља долази из рвања. Азербејџан је освојио прве медаље у теквондоу и кајаку и кануу на Олимпијским играма.

## Освајачи медаља

### Злато
- Радик Исајев — Теквондо, преко 80 кг

### Сребро
- Рустам Оруџев — Џудо, до 73 кг
- Елмар Гасимов — Џудо, до 100 кг
- Марија Стадник — Рвање, слободни стил до 48 кг
- Валентин Демјаненјо — Кајак и кану, Ц-1 200 м
- Тогрул Асгаров — Рвање, слободни стил до 65 кг
- Лоренсо Сотомајор — Бокс, полувелтер категорија
- Хетаг Газјумов — Рвање, слободни стил до 87 кг

### Бронза
- Сабах Шариати — Рвање, грчко-римски стил до 130 кг
- Ина Осипенко-Радомска — Кајак и кану, К-1 500 м
- Расул Чунајев — Рвање, грчко-римски стил до 66 кг
- Патимат Абакарова — Теквондо, до 49 кг
- Камран Шахсуварли — Бокс, средња категорија
- Наталија Синишин — Рвање, слободни стил до 53 кг
- Гаџи Алијев — Рвање, слободни стил до 57 кг
- Џабраил Хасанов — Рвање, слободни стил до 74 кг
- Милад Беиги — Теквондо, до 80 кг
- Шариф Шарифов — Рвање, слободни стил до 86 кг

## Учесници по спортовима
| Спорт         | Мушкарци | Жене | Укупно |
| ------------- | -------- | ---- | ------ |
| Атлетика      | 3        | 1    | 4      |
| Бициклизам    | 1        | 2    | 3      |
| Бокс          | 10       | 1    | 11     |
| Веслање       | 2        | 0    | 2      |
| Гимнастика    | 2        | 1    | 3      |
| Кајак и кану  | 2        | 1    | 3      |
| Мачевање      | 0        | 1    | 1      |
| Пливање       | 1        | 1    | 2      |
| Рвање         | 11       | 3    | 14     |
| Стреличарство | 0        | 1    | 1      |
| Стрељаштво    | 1        | 0    | 1      |
| Теквондо      | 2        | 2    | 4      |
| Триатлон      | 1        | 0    | 1      |
| Џудо          | 6        | 0    | 6      |
| 14 спортова   | 42       | 14   | 56     |